# فورست سيتي
فورست سيتي (بالإنجليزية: Forrest City, Arkansas)‏ هي مدينة تقع في مقاطعة سانت فرانسيس، أركنسو بولاية أركنساس في الولايات المتحدة. تبلغ مساحة هذه المدينة 42.2 (كم²)، وترتفع عن سطح البحر 77 م، بلغ عدد سكانها 15435 نسمة في عام 2012 حسب إحصاء مكتب تعداد الولايات المتحدة.

## التركيبة السكانية
حدّد مكتب تعداد الولايات المتحدة بيانات التركيبة السكانية لفورست سيتي في تعداد الولايات المتحدة. في ما يلي، التركيبة السكانية حسب تعدادي 2000 و2010.

### تعداد عام 2000
بلغ عدد سكان فورست سيتي 14,774 نسمة بحسب تعداد عام 2000، وبلغ عدد الأسر 4,581 أسرة وعدد العائلات 3,165 عائلة مقيمة في المدينة. في حين سجلت الكثافة السكانية 280.9 نسمة لكل كيلومتر مربع (727.5/ميل2). وبلغ عدد الوحدات السكنية 5,164 وحدة بمتوسط كثافة قدره 98.2 لكل كيلومتر مربع (254.3/ميل2).
وتوزع التركيب العرقي للمدينة بنسبة 35.52% من البيض و60.93% من الأمريكيين الأفارقة و0.19% من الأمريكيين الأصليين و0.74% من الأمريكيين ذوي الأصول الآسيوية و0.30% من الأعراق الأخرى و2.31% من عرقين مختلطين أو أكثر و8.26% من الهسبانيون أو اللاتينيون من أي عرق.
بلغ عدد الأسر 4,581 أسرة كانت نسبة 43% منها لديها أطفال تحت سن الثامنة عشر تعيش معهم، وبلغت نسبة الأزواج القاطنين مع بعضهم البعض 37.2% من أصل المجموع الكلي للأسر، ونسبة 28% من الأسر كان لديها معيلات من الإناث دون وجود شريك،  بينما كانت نسبة 3.9% من الأسر لديها معيلون من الذكور دون وجود شريكة وكانت نسبة 30.9% من غير العائلات. تألفت نسبة 27.9% من أصل جميع الأسر من عدة أفراد يعيشون في نفس المنزل ونسبة 11.9% كانت تتألف من شخص يعيش بمفرده يبلغ من العمر 65 عاماً أو أكثر. وبلغ متوسط حجم الأسرة المعيشية 2.65، أما متوسط حجم العائلات فبلغ 3.23.
بلغ العمر الوسطي للسكان 32.3 عاماً. وكانت نسبة 27.5% من القاطنين تحت سن الثامنة عشر، وكانت نسبة 8.6% بين الثامنة عشر والرابعة والعشرين عاماً، ونسبة 20.6% كانت واقعةً في الفئة العمرية ما بين الخامسة والعشرين والرابعة والأربعين عاماً، ونسبة 15.4% كانت ما بين الخامسة والأربعين والرابعة والستين، ونسبة 9.9% كانت ضمن فئة الخامسة والستين عاماً فما فوق. يوجد لكل 100 أنثى 81.6 ذكر، ويوجد لكل 100 أنثى في الثامنة عشر من عمرها فما فوق 72.5 ذكر.
بلغ متوسط دخل الأسرة في المدينة 23,111 دولارًا، أما متوسط دخل العائلة فبلغ 27,432 دولارًا. وكان متوسط دخل الذكور 29,313 دولارًا مقابل 21,295 دولارًا للإناث. وسجل دخل الفرد الخاص بالمدينة 11,716 دولارًا. وكانت نسبة 29% من العائلات ونسبة 33.4% من السكان تحت خط الفقر، وكان من هؤلاء نسبة 45.9% تحت سن الثامنة عشر ونسبة 22.3% في الخامسة والستين من العمر وما فوق.

### تعداد عام 2010
بلغ عدد سكان فورست سيتي 15,371 نسمة بحسب تعداد عام 2010، وبلغ عدد الأسر 4,396 أسرة وعدد العائلات 2,909 عائلة مقيمة في المدينة. في حين سجلت الكثافة السكانية 292.2 نسمة لكل كيلومتر مربع (756.8/ميل2). وبلغ عدد الوحدات السكنية 4,970 وحدة بمتوسط كثافة قدره 94.5 لكل كيلومتر مربع (244.8/ميل2).
وتوزع التركيب العرقي للمدينة بنسبة 27.61% من البيض و67.33% من الأمريكيين الأفارقة و0.70% من الأمريكيين الأصليين و0.66% من الأمريكيين ذوي الأصول الآسيوية و0.05% من سكان جزر المحيط الهادئ و2.01% من الأعراق الأخرى و1.65% من عرقين مختلطين أو أكثر و5.93% من الهسبانيون أو اللاتينيون من أي عرق.
بلغ عدد الأسر 4,396 أسرة كانت نسبة 39.7% منها لديها أطفال تحت سن الثامنة عشر تعيش معهم، وبلغت نسبة الأزواج القاطنين مع بعضهم البعض 29.8% من أصل المجموع الكلي للأسر، ونسبة 32.1% من الأسر كان لديها معيلات من الإناث دون وجود شريك،  بينما كانت نسبة 4.2% من الأسر لديها معيلون من الذكور دون وجود شريكة وكانت نسبة 33.8% من غير العائلات. تألفت نسبة 30.2% من أصل جميع الأسر من عدة أفراد يعيشون في نفس المنزل ونسبة 9.9% كانت تتألف من شخص يعيش بمفرده يبلغ من العمر 65 عاماً أو أكثر. وبلغ متوسط حجم الأسرة المعيشية 2.57، أما متوسط حجم العائلات فبلغ 3.20.
بلغ العمر الوسطي للسكان 34.8 عاماً. وكانت نسبة 23.5% من القاطنين تحت سن الثامنة عشر، وكانت نسبة 8.8% بين الثامنة عشر والرابعة والعشرين عاماً، ونسبة 34.3% كانت واقعةً في الفئة العمرية ما بين الخامسة والعشرين والرابعة والأربعين عاماً، ونسبة 24.6% كانت ما بين الخامسة والأربعين والرابعة والستين، ونسبة 8.8% كانت ضمن فئة الخامسة والستين عاماً فما فوق. وتوزع التركيب الجنسي للسكان بنسبة 59.1% ذكور و40.9% إناث.

## أعلام
- جايسون جونز
- الغرين
- دنيس وينستون
- جورج وود
- غيلبرت موريس

## وصلات خارجية
- The US50 - Cities and Towns in Arkansas State
- 2012 United States Census Estimate